# Baby Be Good
Baby Be Good é um curta-metragem animado e produzido por Fleischer Studios em 1935 estrelado por Betty Boop e Júnior.

## Sinopse
Betty Boop tenta levar seu sobrinho Júnior para a cama, mas ele está sendo um menino mau. Ele desabotoa seu pijama, forçando Betty a voltar a abotoá-lo. E depois que Betty apaga a luminária do teto, Júnior pula em sua cama e a acende novamente. Assim que Betty pensa que finalmente Júnior está dormindo, ela o encontra pintando listras no gato com pasta de dente. Júnior implora a Betty que lhe conte uma história, e ela o faz com o objetivo de lhe ensinar uma lição. A história é sobre um garotinho travesso, muito parecido com Junior, vigiado por uma fada, que é muito parecida com Betty. O garoto amarra uma lata no rabo de um cachorrinho, joga tijolos em uma casa de vidro, corta o cabelo do barbeiro local com um cortador enquanto ele dorme. Mas o menino vai longe demais quando ele provoca um leão.

## Elenco
Mae Questel … Betty Boop